# FWN Rapide
Die FWN Rapide ist ein 2005 gebauter Mehrzweckfrachter des Typs Damen Combi Freighter 10500. Das Schiff wurde im April 2018 vor Nigeria von Piraten überfallen und ein Teil der Besatzung verschleppt.

## Geschichte
Das Schiff wurde 2005 unter der Baunummer 841 als eines von mehreren baugleichen Schiffen von Damen Shipyards gebaut. Der Rumpf wurde von Damen Yichang Shipyards gebaut, die Ausrüstung erfolgte bei Damen Scheepswerf Hoogezand. Das Schiff wurde im August 2005 an eine Einschiffsgesellschaft abgeliefert. Die Beschäftigung des Schiffes übernahm Carisbrooke Shipping in Cowes auf der Isle of Wight. Das Schiff kam als Emily-C unter der Flagge des Vereinigten Königreichs mit Heimathafen Douglas in Fahrt. Das Schiff wurde teilweise über einen 2006 von HCI Capital aufgelegten, geschlossenen Flottenfonds finanziert.
Carisbrooke Shipping vercharterte das Schiff unter anderem an Universal Africa Lines, die es als UAL America im Liniendienst zwischen Europa und Westafrika einsetzten. 2015 wurde das Schiff zusammen mit drei ebenfalls von Carisbrooke Shipping beschäftigten Schwesterschiffen an die niederländische Reederei ForestWave Navigation verkauft. ForestWave Navigation setzte das Schiff weiter im Liniendienst zwischen Europa und Westafrika ein, es kommt aber auch auf anderen Routen und in der weltweiten Trampschifffahrt zum Einsatz. Die Bereederung des Schiffes obliegt dem Unternehmen Schulte & Bruns Nederlands, einem Joint-Venture von ForestWave Navigation in Heerenveen und Schulte & Bruns in Papenburg.

### Piratenangriff 2018
Am 21. April 2018 wurde das Schiff im Norden der Bucht von Bonny vor Port Harcourt von Piraten angegriffen. An Bord befanden sich 14 Besatzungsmitglieder. Elf von ihnen wurden verschleppt, drei Seeleute konnten dem Angriff entkommen. Einer von ihnen hatte sich während des Überfalls versteckt. Er wurde später an Bord aufgefunden. Das Schiff befand sich auf dem Weg von Takoradi in Ghana nach Onne in Nigeria. Die verschleppten Seeleute wurden im Mai 2018 freigelassen. Die Umstände der Freilassung wurden nicht mitgeteilt.

## Technische Daten und Ausstattung
Der Antrieb des Schiffes erfolgt durch einen Caterpillar-Dieselmotor (Typ: MaK 9M32C) mit 4320 kW Leistung. Der Motor wirkt auf einen Verstellpropeller. Das Schiff erreicht eine Geschwindigkeit von 12 kn. Das Schiff ist mit einem Bugstrahlruder mit 400 kW Leistung ausgerüstet. Für die Stromerzeugung stehen ein Wellengenerator mit 680 kW Leistung und drei Dieselgeneratorsätze, die von Caterpillar-Dieselmotoren (Typ: 3406 C) mit jeweils 260 kW Leistung angetrieben werden, zur Verfügung.
Die Decksaufbauten mit sieben Decks befinden sich im hinteren Bereich des Schiffes. An Bord befinden sich insgesamt 13 Einzelkabinen für die Schiffsbesatzung und eine Eignerkabine. Weiterhin befinden sich unter anderem ein Büro, eine Kombüse, zwei Messen und mehrere Lagerräume an Bord. Vor den Decksaufbauten befinden sich zwei Laderäume, die mit 17 Pontonlukendeckeln verschlossen werden. Die Lukendeckel werden mithilfe eines Lukenwagens bewegt. Laderaum 1 ist 38,95 m lang, 13,15 m breit und 11,05 m hoch. Der Raum ist auf 29,52 m Länge boxenförmig, im vorderen Bereich verjüngt er sich. Die Schüttgutkapazität des Raums beträgt 5.409 m³. Laderaum 2 ist 65,41 m lang, 13,15 m breit und 11,05 m hoch. Er ist auf 61,20 m Länge boxenförmig und verjüngt sich im hinteren Bereich. Die Schüttgutkapazität des Raums beträgt 9.469 m³.
Die Laderäume können mit acht Schotten, die an 17 Positionen aufgestellt werden können, unterteilt werden. Das Schiff ist mit einem aus 17 Paneelen bestehenden Zwischendeck ausgerüstet. Die einzelnen Paneele sind 5,45 m lang, 13,15 m breit und 0,66 m hoch. Die Zwischendeckspaneele können in etwa mittig im Raum eingehängt werden. Mit Zwischendeck ist der Raum unter dem Zwischendeck 5,25 m und der Raum über dem Zwischendeck 5,14 m hoch.
Die Grundfläche in den beiden Laderäumen beträgt 1.327 m². Auf den Zwischendecks stehen 1.218 m², an Deck 1.408 m² zur Verfügung. Die Tankdecke kann mit 18 t/m², das Zwischendeck mit 3,5 t/m² und die Lukendeckel mit 1,75 t/m² belastet werden.
Vor den Laderäumen befindet sich ein Wellenbrecher zum Schutz vor überkommendem Wasser.
Das Schiff kann 665 TEU laden, 363 TEU an Deck und 302 TEU im Raum. Im Raum finden bis zu fünf Container, an Deck bis zu sieben Container nebeneinander Platz. Im Laderaum 1 und auf der Luke können sechs 20-Fuß-Container, im Laderaum 2 und auf der Luke zehn 20-Fuß-Container hintereinander geladen werden. Zwischen Laderaum 2 und dem Deckshaus findet eine weitere Reihe 20-Fuß-Container an Deck Platz (hier befindet sich unter Deck der Maschinenraum). Das Maximalgewicht eines Containerstapels im Raum beträgt pro Stapel auf der Tankdecke 100 t bei 20-Fuß-Containern und 140 t bei 40-Fuß-Containern und auf dem Zwischendeck 35 t bei 20-Fuß-Containern und 54 t bei 40-Fuß-Containern. An Deck beträgt das Gesamtgewicht 28 t bei 20-Fuß-Containern und 48 t bei 40-Fuß-Containern. An Deck befinden sich 60 Anschlüsse für Kühlcontainer.
Das Schiff ist auf der Steuerbordseite mit zwei kombinierbaren Kranen ausgerüstet, die jeweils 80 t heben können.
Der Rumpf des Schiffes ist eisverstärkt (Eisklasse 1A).